# Marie Woodville
Titres
Comtesse de Huntingdon
4 juillet 1479 – 1481
(environ 2 ans)
Comtesse de Pembroke
27 juillet 1469 – 4 juillet 1479
(9 ans, 11 mois et 7 jours)
Baronne Herbert
27 juillet 1469 – 1481
(environ 12 ans)
Marie Woodville (1456-1481) était une sœur de la reine Élisabeth Woodville. Elle est la première épouse de William Herbert, dont elle a eu une fille. 

## Biographie
Elle est née vers 1456 de Richard Woodville et de son épouse Jacquette de Luxembourg. Après la reconnaissance publique par le roi Édouard IV de son mariage avec Elisabeth Woodville, la nouvelle reine chercha à élever le rang de sa famille en organisant une série de mariages avantageux pour ses cinq frères et ses sept sœurs célibataires. En septembre 1466, Marie fut fiancée à William Herbert, fils aîné et héritier du premier comte de Pembroke. Lord Herbert avait été le tuteur de Henri VII. Le jeune William fut titré Lord Dunster en prévision de son mariage imminent. 
En janvier 1467, Marie Woodville épouse Lord Dunster en la  chapelle St George du château de Windsor, "dans une profusion splendide". La mariée avait environ dix ou onze ans ; son fiancé était âgé de quinze ans. 
Deux ans plus tard, le père de Lord Dunster fut exécuté sur ordre de Richard Neville. Rien ne semble avoir autant agacé le comte de Warwick que le mariage de Marie, sœur de la reine, avec le fils aîné de Herbert. Dunster devint le deuxième comte de Pembroke, et dorénavant Marie fut titrée comtesse de Pembroke. 
Pembroke s'est avéré plutôt inefficace pour gouverner le sud du Pays de Galles. La mort de Marie en 1481 affaiblit considérablement les liens de son mari avec les représentants du prince de Galles. Il fut contraint de renoncer au comté de Pembroke pour celui de Huntingdon et à une dotation moins lucrative dans le Somerset et le Dorset. En 1484, il prit pour seconde épouse Katherine Plantagenêt, fille illégitime du roi Richard III ; Cependant, ce mariage est resté sans descendance. 
En fin de compte, Herbert n'a eu qu'un seul enfant, une fille issue de son premier mariage, Elizabeth Herbert qui a par la suite épousé Charles Somerset. Elizabeth avait une grande importance pour la famille Somerset, car elle leur apportait une grande richesse et une relation avec la famille  royale. La baronnie de Herbert a été créée par brevet en faveur de son mari, bien que pendant sa vie elle l'ait tenu de son propre droit. 